# Engystomops montubio
La rana túngara montubia (Engystomops montubio) es una especie de anfibio anuro de la familia Leptodactylidae.

## Distribución geográfica y hábitat
Es endémica de las provincias de Manabí y Guayas (Ecuador). Su rango altitudinal oscila entre 0 y 330 m s. n. m..